# Народная милиция (Болгария)
Народная милиция (болг. Народна милиция) — правоохранительный орган c милицейскими функциями в Народной Республике Болгария (НРБ) 1944—1990 годов. Занималась поддержанием общественного порядка, борьбой с преступностью, подавлением политических протестов.

## История
10 сентября 1944 года полиция была переименована в Народную милицию. Государственная безопасность по-прежнему входила в её состав и не изменила названия, однако сменила направление деятельности и подверглась кадровой чистке. Одна из наиболее одиозных фигур царского режима, начальник отделения «А» (борьба с коммунистическим подпольем) отдела ГБ Никола Гешев бежал и предположительно был убит, около 30 000 сотрудников было уволено или арестовано. МВД возглавил Антон Югов. В сентябре 1945 года для оказания помощи в организации работы МВД в Болгарию была командирована группа инструкторов НКГБ СССР.
19 апреля 1947 года Дирекция народной милиции МВД была преобразована в Главную дирекцию милиции, Отдел государственной безопасности — в Дирекцию.